# جنرال داینامیکس اف-۱۱۱سی
جنرال داینامیکس اف-۱۱۱سی (به انگلیسی: General Dynamics F-111C)، گونه ای از F-111 Aardvark بود، یک هواپیمای جنگنده بمب افکن مافوق صوت که برای نیروی هوایی ایالات متحده (USAF) در دهه 1960 ساخته شد. F-111C به طور خاص برای نیروی هوایی سلطنتی استرالیا (RAAF) با تغییراتی برای برآوردن نیازهای منحصر به فرد آن توسعه یافته است.
F-111C دارای سیستم های اویونیک پیشرفته از جمله رادار تعقیب زمین و سیستم ناوبری اینرسی بود که به آن اجازه می داد در ارتفاعات بسیار پایین در هر شرایط آب و هوایی پرواز کند. همچنین به نسخه ارتقا یافته موتور پرت اند ویتنی TF30 مجهز شده بود که حداکثر سرعت 2.5 ماخ و برد 4350 کیلومتر را به آن می داد.
این هواپیما توسط RAAF عمدتاً برای مأموریت های حمله زمینی و ضربتی مورد استفاده قرار گرفت، که مهم ترین اقدام آن در جنگ خلیج فارس در سال 1991 بود که در آن بیش از 200 ماموریت جنگی را انجام داد. F-111C در سال 2010 پس از 37 سال خدمت در RAAF از خدمت بازنشسته شد.
به طور کلی، F-111C یک اقتباس موفق از F-111 Aardvark برای نیازهای RAAF در نظر گرفته شد و نقش مهمی در استراتژی دفاعی استرالیا در نیمه دوم قرن بیستم داشت.

## مشخصات نخسهc
خصوصیات عمومی
جاروب
•ارتفاع: 17 فوت 2 اینچ (5.22 متر)
•مساحت بال: 657.4 فوت مربع (61.07 متر مربع )، گستردگی 525 فوت مربع (48.8 متر مربع )
•نسبت تصویر: گسترش 7.56; 1.95 جارو شد
•ایرفویل : ریشه: NACA 64-210.68 ; نکته: NACA 64-209.80 [111]
•وزن خالی: 47179 پوند (21400 کیلوگرم)
•وزن ناخالص: 89,397 پوند (40,550 کیلوگرم)
•حداکثر وزن برخاست: 110002 پوند (49896 کیلوگرم)
•نیروگاه: 2 × موتورهای توربوفن پس سوز پرت اند ویتنی TF30-P-100 ، 17900 پوند برف (80 کیلو نیوتن) رانش هر یک خشک، 25100 پوند برف (112 کیلو نیوتن) با پس سوز
کارایی
•حداکثر سرعت: 1434 kn (1650 مایل در ساعت، 2656 کیلومتر در ساعت)
حداکثر سرعت: 2.5 ماخ
•برد رزمی: 1160 نانومیل (1330 مایل، 2150 کیلومتر)
•برد کشتی: 3700 نانومیل (4300 مایل، 6900 کیلومتر)
•سقف خدمات: 66000 فوت (20000 متر)
•سرعت صعود: 25890 فوت در دقیقه (131.5 متر بر ثانیه)
•لیفت برای کشیدن: 15.8
بارگیری بال: 126 پوند بر فوت مربع (620 کیلوگرم بر متر مربع ) باز شدن بال ها
بال های جاروب شده 158 پوند بر فوت مربع (771.4 کیلوگرم بر متر مربع )
•رانش/وزن : 0.61
ضریب پسا بالابر صفر : 0.0186
منطقه کشیدن: 9.36 فوت مربع (0.9 متر مربع )
تسلیحات
•اسلحه: 1× M61 Vulcan 20 میلی متری (0.787 اینچ) توپ گاتلینگ با 2050 گلوله (به ندرت نصب می شود)
•نقاط سخت: در مجموع 9 گلوله (8× زیر بال، 1× زیر بدنه بین موتورها) با ظرفیت 31500 پوند (14288 کیلوگرم) مهمات که به صورت خارجی بر روی نقاط سخت و در داخل در جایگاه سلاح های بدنه نصب شده اند.